# 卑南上圳小型發電廠

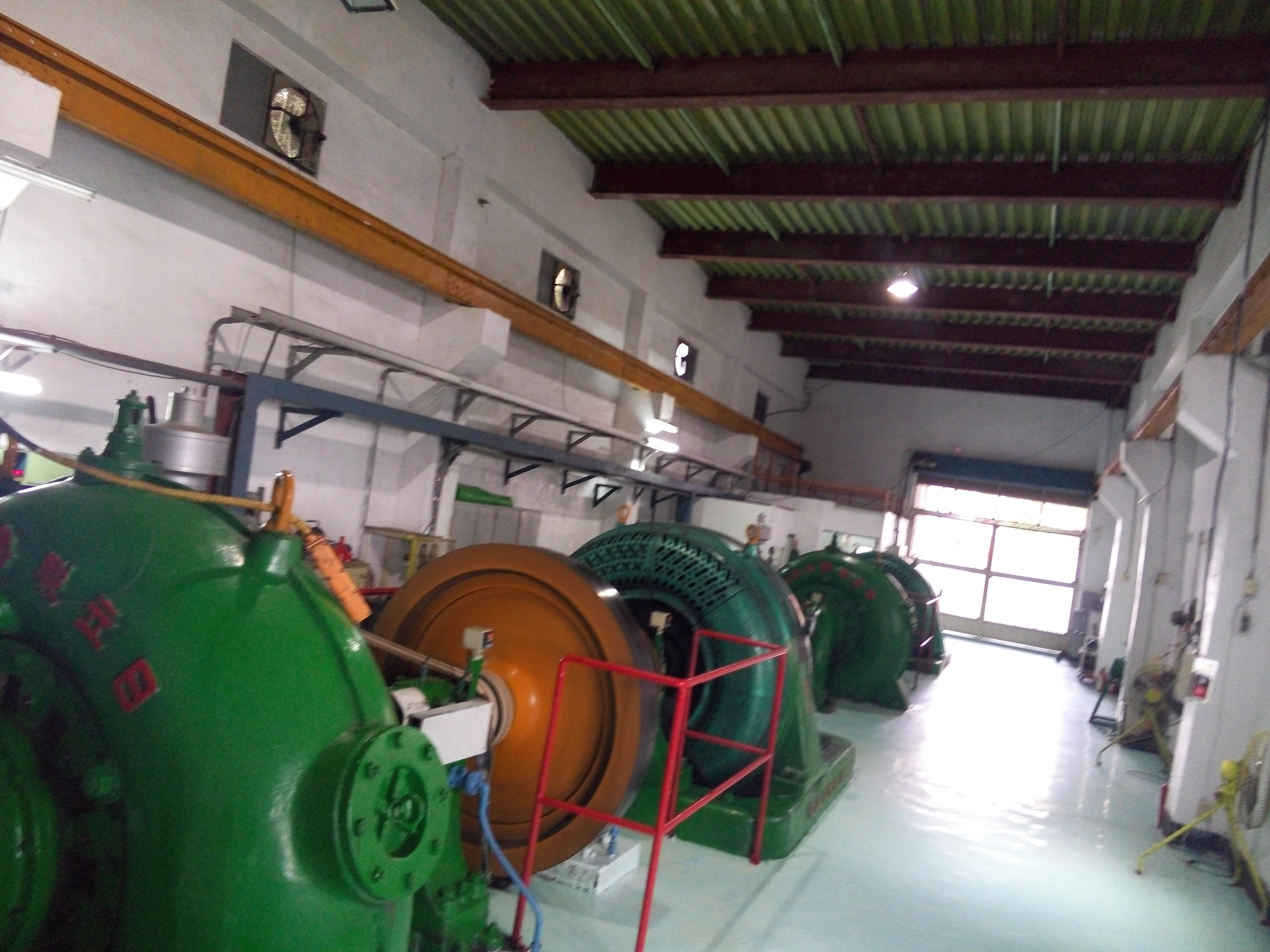
卑南上圳小型發電廠廠房，兩部1920年日本日立製作所製橫軸法蘭西斯式水輪發電機，前方為一號機，靠後為二號機

卑南上圳小型發電廠，是臺灣一座小型的民營水力發電廠，位於臺東縣卑南鄉，係利用卑南溪支流鹿野溪水源，經進水口及導水隧道，於卑南上圳幹渠連續19座跌水工之落差發電，於1990年完工及啟用，是臺灣第一座利用灌溉水圳發電的民營電廠。

## 沿革
卑南上圳小型發電廠之開發計畫最早為1988年，民間財團華健工業股份有限公司為響應政府「獎勵民間投資興建水力發電廠」政策，利用臺東農田水利會所轄卑南上圳的高落差來開發水力發電計劃。
後擬具計畫書向臺東農田水利會提出申請水權。並向台電公司購置兩部明潭發電廠北山機組淘汰的1920年製的發電機組。台東農田水利會與華健公司協商簽定契約，同意提供卑南上圳水量，利用水頭52.5公尺之落差，以每秒5.3立方公尺的流量做為水力發電之用。
發電廠工程於1989年10月間開工，1990年1月完成水力發電廠主體工程並試運轉。華健公司原規劃利用本身電力，設置煉鋼原料工廠，以生產矽鐵轉賣鋼鐵工廠，並將剩餘電量賣給臺電公司。然而由於華健公司興建中之矽鐵工廠中途停頓，導致卑南水力發電廠自1990年1月完工試車半個月後停擺運轉，華健公司亦宣告解散，水力開發計畫因此半途而廢。
發電廠閒置10年之久後，於2001年底，華健公司10餘位股東與具有開發水力電廠經驗的聚電企業開發股份有限公司合夥，重新擬定計畫書向農田水利會申請用水發電之同意書。2002年臺東農田水利會評估後，於委員會議議決通過，於同年1月21日，雙方簽定用水契約書。2004年再次動工整修，並由電力工程承攬商林逸公司(六健公司的前身）興建對外聯絡電網，且於同年10月正式與臺電並聯商轉。

## 設施
卑南上圳小型發電廠是臺東農田水利會與聚電企業開發股份有限公司簽約，由民間投資於卑南鄉賓朗村卑南上圳第三工區興建，設計水頭為52.2公尺，設計流量5.3cms，設置有橫軸法蘭西斯式水輪機兩台，以及交流式同步發電機組兩台，每台設計用水量為2.65cms，出力1,150瓩，兩台合計出力2,300瓩（2.3MW），滿載時每小時平均可以產出2千度電，計畫年發電量為16,177,080度，相當於2000多戶家庭一年的用電量，比台電公司所屬卑南鄉大南水力發電廠的發電量還高。產出的電經由電力工程承攬商林逸公司(六健公司的前身）鋪設之11.4仟伏特架空輸電線引接至台灣電力公司的變電所。其他土木工程設施則包括發電取水口、沉砂池、發電導水路、平壓塔、壓力鋼管、廠房及迴流道等。發電後的尾水則排放回到卑南上圳灌溉作物之用。

### 機組
| 名稱   | 發電機型號                       | 水輪機型號                           | 機組數量 | 發電方式 | 有效落差（公尺） | 單一機組用水量（CMS） | 容量（MW） | 位置               | 商轉日期      | 狀態   |
| ------ | -------------------------------- | ------------------------------------ | -------- | -------- | ---------------- | --------------------- | ---------- | ------------------ | ------------- | ------ |
| 一號機 | 日本日立製作所製橫軸交流式發電機 | 日本日立製作所製橫軸法蘭西斯式水輪機 | 1        | 川流式   | 52.2             | 2.65CMS               | 1.1MW      | 臺東縣卑南鄉賓榔村 | 2004年10月7日 | 商轉中 |
| 二號機 | 日本日立製作所製橫軸交流式發電機 | 日本日立製作所製橫軸法蘭西斯式水輪機 | 1        | 川流式   | 52.2             | 2.65CMS               | 1.1MW      | 臺東縣卑南鄉賓榔村 | 2004年10月7日 | 商轉中 |

### 管理
- 電廠名稱：卑南上圳小型發電廠
- 管理單位：聚電企業開發股份有限公司
- 廠內編制：4

### 設施
- 廠房類型：地面式
- 取水來源：卑南上圳 - 鹿野溪（卑南上圳攔河堰）

## 外部連結
- YouTube上的客家新聞雜誌 第330集 綠能，能不能？ 3.水圳發電（中文）

1. 1 2  「台東卑南山區興建電廠 能否推動縣府重視」，2000/10/26，聯合新聞網.
2. 1 2 3 4  黃振昌.  (PDF). 農田水利會聯合會. 2010-11-23  [2013-12-17]. （原始内容存档 (PDF)于2013-12-19） （中文（臺灣））.
3. 1 2  . 臺灣臺東農田水利會.   [2013-12-17]. （原始内容存档于2014-12-08） （中文（臺灣））.
4. 1 2 3 4 5 6  陳進良. . 農田水利51卷3期. 2004-07 （中文（臺灣））.
5. ↑  陳君明. . 客家新聞雜誌.   [2015-10-30]. （原始内容存档于2017-09-13） （中文（臺灣））.
6. ↑  . 南極碳資產管理公司.   [2013-12-17]. （原始内容存档于2013-12-17） （中文（臺灣））.
7. ↑  . 經濟部能源局.   [2013-12-17]. （原始内容存档于2014-05-20） （中文（臺灣））.
8. 1 2  . 六健工程有限公司date=.   [2020-04-19]. （原始内容存档于2024-05-05） （中文（臺灣））.
9. 1 2  . 行政院農業委員會. 2005年11月4日  [2013-12-17]. （原始内容存档于2013年12月17日） （中文（臺灣））.